# Ракитино (Тверская область)
Ракитино — деревня в Сандовском муниципальном округе Тверской области России. До 2020 года входила в состав ныне упразднённого Соболинского сельского поселения.

## География
Деревня находится в северо-восточной части Тверской области, в подзоне южной тайги, при автодороге 28Н-1394, на расстоянии примерно 5 километров (по прямой) к северо-востоку от Сандова, административного центра округа. Абсолютная высота — 182 метра над уровнем моря.

### Климат
Климат характеризуется как умеренно континентальный, с относительно мягкой снежной зимой и умеренно прохладным влажным летом. Среднегодовая температура воздуха — 3,2 °C. Абсолютный минимум температуры воздуха холодного периода составляет −48 °C; абсолютный максимум тёплого периода — 35 °C. Безморозный период длится около 138 дней. Годовое количество атмосферных осадков составляет в среднем 585 мм, из которых большая часть (около 350 мм) выпадает в период с мая по сентябрь. Снежный покров держится в течение 185 дней.

### Часовой пояс
Деревня Ракитино, как и вся Тверская область, находится в часовой зоне МСК (московское время). Смещение применяемого времени относительно UTC составляет +3:00.

## Население
| 2010 |
| ---- |
| 1    |

### Национальный состав
Согласно результатам переписи 2002 года, в национальной структуре населения русские составляли 100 % из 4 чел.